# Miagrammopes singaporensis
Miagrammopes singaporensis är en spindelart som beskrevs av Kulczynski 1908. Miagrammopes singaporensis ingår i släktet Miagrammopes och familjen krusnätsspindlar.
Artens utbredningsområde är Singapore. Inga underarter finns listade i Catalogue of Life.